# Amata magretti
Amata magretti är en fjärilsart som beskrevs av Emilio Berio 1937.
Amata magretti ingår i släktet Amata och familjen björnspinnare. Inga underarter finns listade i Catalogue of Life.